# Ignacy Karpowicz
Ignacy Karpowicz (ur. w 1976 w Białymstoku) – polski pisarz, prozaik, tłumacz literacki, laureat Paszportu „Polityki” (2011) za powieść Balladyny i romanse (2010).

## Życiorys
Pierwsze lata życia spędził we wsi Słuczanka, następnie wraz z rodzicami przeprowadził się do Białegostoku. Ukończył I Liceum Ogólnokształcące im. Adama Mickiewicza w Białymstoku. Studiował na Międzywydziałowych Indywidualnych Studiach Humanistycznych na Uniwersytecie Warszawskim. W 2007 roku został stypendystą projektu Homines Urbani w krakowskim Stowarzyszeniu Willa Decjusza. Zajmował się głównie iberystyką i afrykanistyką. 
W 2006 Wydawnictwo Czarne wydało jego debiutancką powieść Niehalo, za którą został nominowany do Paszportów Polityki. W 2007 ukazała się jego druga powieść Cud. Powieść Gesty została w 2009 finalistką Nagrody Literackiej „Nike”. W październiku 2010 nakładem Wydawnictwa Literackiego ukazała się kolejna jego powieść zatytułowana Balladyny i romanse, która była finalistką Nagrody Literackiej „Nike” 2011 oraz przyniosła mu Paszport Polityki 2010. Jego powieść Ości była finalistką Nagrody Literackiej Nike 2014 oraz otrzymała nagrodę w plebiscycie czytelników. Powieść Sońka została finalistką Nagrody Literackiej Nike 2015.
W 2011 roku otrzymał tytuł Honorowego Ambasadora Województwa Podlaskiego (Nagroda Podlaska Marka).
Tłumaczy literaturę piękną z języka angielskiego, hiszpańskiego i amharskiego.

## Twórczość
- Ignacy Karpowicz, Niehalo, Wołowiec: Wydawnictwo Czarne, 2006, ISBN 978-83-89755-46-9, OCLC 926301329 [dostęp 2021-04-11]. Brak numerów stron w książce
- Ignacy Karpowicz, Cud, Wołowiec: Wydawnictwo Czarne, 2007, ISBN 978-83-89755-87-2, OCLC 255514104 [dostęp 2021-04-11]. Brak numerów stron w książce
- Ignacy Karpowicz, Nowy kwiat cesarza: (i pszczoły), Warszawa: Państwowy Instytut Wydawniczy, 2007, ISBN 978-83-06-03077-8, OCLC 493805590 [dostęp 2021-04-11]. Brak numerów stron w książce
- Ignacy Karpowicz, Gesty, Kraków: Wydawnictwo Literackie, 2008, ISBN 978-83-08-04260-1, OCLC 699717173 [dostęp 2021-04-11]. Brak numerów stron w książce
- Ignacy Karpowicz, Balladyny i romanse, Kraków: Wydawn. Literackie, 2010, ISBN 978-83-08-04494-0, OCLC 711844932 [dostęp 2021-04-11]. Brak numerów stron w książce
- Ignacy Karpowicz, Ości, 2013, ISBN 978-83-08-05117-7, OCLC 902672125 [dostęp 2021-04-11]. Brak numerów stron w książce
- Ignacy Karpowicz, Sońka, 2014, ISBN 978-83-08-05353-9, OCLC 936378138 [dostęp 2021-04-11]. Brak numerów stron w książce
- Ignacy Karpowicz, Miłość, Kraków: Wydawnictwo Literackie, 2017, ISBN 978-83-08-06410-8, OCLC 1014108639 [dostęp 2024-01-18]. Brak numerów stron w książce
- Karpowicz I., [W}: Goźliński P. i inni red., Nadzieja: autorzy zebrani, Warszawa: Wydawnictwo Agora, 2020, ISBN 978-83-268-3608-4, OCLC 1183369213 [dostęp 2024-02-01]2020
- Ignacy Karpowicz, Cicho, cichutko, Kraków: Wydawnictwo Literackie, 2021, ISBN 978-83-08-07374-2 [dostęp 2024-02-01]. Brak numerów stron w książce

## Tłumaczenia twórczości na inne języki

### Litewski
- Ignacy Karpowicz, Gestai (Gesty), Kazys Uscila (tłum.), Vilnius: Leidykla VAGA, 2011, ISBN 978-5-415-02215-1, OCLC 891303497 [dostęp 2021-04-11] (lit.). Brak numerów stron w książce

### Węgierski
- Ignacy Karpowicz, Égiek és földiek (Balladyny i romanse), Gábor Körner (tłum.), Budapest: Typotex, 2013, ISBN 978-963-279-748-9, OCLC 909946730 [dostęp 2021-04-11] (węg.). Brak numerów stron w książce
- Ignacy Karpowicz, Csoda (Cud), Gábor Körner (tłum.), Budapest: Typotex, 2014, ISBN 978-963-279-410-5, OCLC 922679040 [dostęp 2021-04-11] (węg.). Brak numerów stron w książce
- Ignacy Karpowicz, Szálkák, Gábor Körner (tłum.), Budapest: Typotex, 2017, ISBN 978-963-279-938-4, OCLC 1036523181 [dostęp 2021-04-11] (węg.). Brak numerów stron w książce

### Niemiecki
- Ignacy Karpowicz, Sonka (Sońka), Katharina Kowarczyk (tłum.), 2017, ISBN 978-3-8270-1343-9, OCLC 987571148 [dostęp 2021-04-11] (niem.). Brak numerów stron w książce

### Słoweński
- Ignacy Karpowicz, Baladine in romance (Balladyny i romanse), Jana Unuk (tłum.), Ljubljana: Cankarjeva založba, 2013, ISBN 978-961-282-057-2, OCLC 875358720 [dostęp 2021-04-11] (słoweń.). Brak numerów stron w książce
- Ignacy Karpowicz, Osti, Jana Unuk (tłum.), Vnanje Gorice: Kulturno-umetniško društvo Police Dubove, 2017, ISBN 978-961-7020-20-5, OCLC 1016083478 [dostęp 2021-04-11] (słoweń.). Brak numerów stron w książce
- Ignacy Karpowicz, Ljubezen (Miłość), Jana Unuk (tłum.), Ljubljana: Škuc, 2020. Brak numerów stron w książce